# Jean-Yves Fredriksen
Jean-Yves Fredriksen est un alpiniste et parapentiste français. Il est surnommé Blutch. Il est connu pour ses ascensions en artif en style capsule et les films de ses expéditions.

## Ascensions et aventures
- La voie des papas, en 2007 aux Drus avec Martial Dumas[2],[3].
- Du 17 au 19 juin 2009, Jean Troillet, Martial Dumas et Jean-Yves Fredriksen ont ouvert une voie en face nord du Cervin, la voie Sébastien Gay[4].
- L'été 2011, il a enchaîné les trois grandes faces nord des Alpes : les Grandes Jorasses, le Cervin et l'Eiger avec liaison en parapente ou à pied.
- Périple fin 2016, du Tadjikistan au Népal, qui constitue la première traversée de l'Himalaya en parapente (vol bivouac) et en autonomie, raconté dans son livre Vol au-dessus de l'Himalaya[5] et adapté en film.
- Ascension du K2 (par l'éperon Cesen et la voie des Basques en solo, sans oxygène, le 28 juillet 2024[6].

## Films
- Riders on the Storm[7]
- Azazel[8]
- Baffin, l'île aux enfants[9]
- Blutch : all Himalaya - Hike and fly, 2018
- Lumdo Kolola, 2022